# Washington (Schiff, 1847)
Die Washington war ein Raddampfer der US-amerikanischen Reederei Ocean Steam Navigation Company (OSNC), der 1846 gebaut wurde und auf der Strecke zwischen New York und Bremerhaven die erste regelmäßige Postdampfschifflinie zwischen Nordamerika und dem europäischen Kontinent eröffnete.

## Bau
Die Washington wurde am 7. September 1846 im Auftrag der mit US-amerikanischem und deutschem Kapital gegründeten Aktiengesellschaft Ocean Steam Navigation Company bei Westervelt & MacKay in New York auf Kiel gelegt und lief am 30. Januar 1847 vom Stapel. Mit einer Länge von 75 Metern, einer Breite von 12 Metern (ohne die beiden seitlichen Radkästen) und einer Verdrängung von 2.632 Tonnen, galt es als eines der größten Schiffe seiner Zeit. Der Bau kostete 250.000 US-Dollar.
Die zwei Dampfmaschinen des Schiffs mit je 1.000 PS stammten von Stillman, Allen & Co. und sorgten über zwei seitliche Schaufelräder für eine Fahrgeschwindigkeit von 15 Knoten, etwa 28 Kilometer pro Stunde.
Die Washington bot Platz für insgesamt 182 Passagiere – 112 in der ersten und 70 in der zweiten Klasse. Für beide Klassen gab es je einen Salon, darüber hinaus einen gemeinsamen Rauchsalon, einen Baderaum und ein Barbierzimmer. Anders als z. B. die zeitgenössischen Schiffe der englischen Cunard Line verfügte die Washington nicht über günstige Zwischendecks-Quartiere für Auswanderer, sondern war auf Fracht und zahlungskräftige Passagiere ausgerichtet: eine Fahrt in der ersten Klasse kostete 120 Dollar, eine Fahrt in der zweiten Klasse 60 Dollar.

## Einsatz
Am 2. Juni 1847 lief die Washington unter Kapitän Frederick Hewitt von New York zu ihrer ersten Atlantiküberquerung aus mit 127 Passagieren an Bord. Sie erreichte den  Alten Hafen am 19. Juni, wo sie mit Salutschüssen feierlich empfangen wurde. Die ursprünglich vorgesehene Reisedauer von 14 Tagen konnte nicht erreicht werden, weil sich bereits die Abfahrt um 20 Stunden verzögert und das Schiff auf Grund eines Maschinenschadens zwei Tage in Southampton festgelegen hatte. Die Rückfahrt verzögerte sich wegen Reparaturmaßnahmen sogar um zwei Wochen, so dass die Washington erst am 30. Juli wieder in New York eintraf.
Es zeigte sich, dass die Konstruktion des Schiffs, vor allem aber seine Maschinen, erhebliche Schwachstellen aufwiesen, was häufige Reparaturen zur Folge hatte und zusammen mit einem hohen Kohleverbrauch die Betriebskosten erheblich ansteigen ließ. Auch erwies sich, dass der Ausschluss des Transports von Auswanderern eine Fehlentscheidung war, da diese in der Atlantikschifffahrt des 19. Jahrhunderts für stete Einnahmen sorgten, wie sie zu jener Zeit mit dem Transport von Kajütpassagieren, Post und Fracht noch nicht erzielt werden konnten.

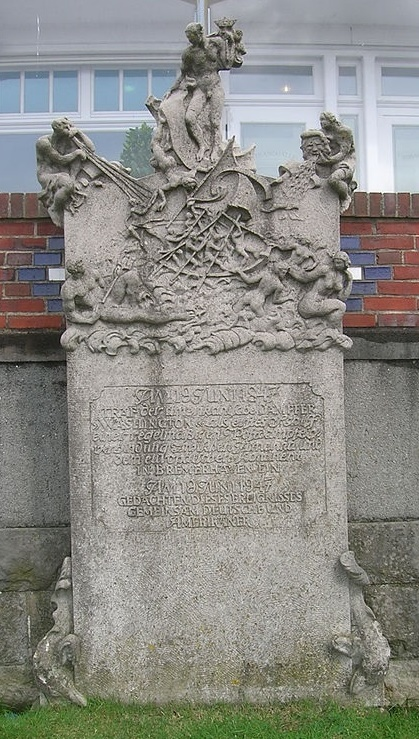
Denkmal vor der Strandhalle

Ab 1849 gelang es der Ocean Steam Navigation Company mit der Washington und ihrem 1848 gebauten Schwesterschiff Hermann einen weitgehend regelmäßigen Fahrplan sicherzustellen, wobei die Fahrtzeiten mit 16 bis 18 Tagen immer noch deutlich über den angestrebten 14 Tagen lagen. Auch war auf der Route ein Zwischenstopp in Cowes eingelegt worden, um zusätzliche Post nach und von England an Bord zu nehmen. In den folgenden Jahren stiegen darüber hinaus Passagierzahlen und Frachtaufkommen, so dass die OSNC ab 1853 Gewinne machte und ihren Aktionären Dividende auszahlen konnte.
Nachdem 1856 der staatliche Postvertrag der Gesellschaft von den Vereinigten Staaten nicht verlängert wurde, beschlossen die Aktionäre die Ocean Steam Navigation Company zu liquidieren, da ein Betrieb ohne Subventionen unrentabel erschien. So trat die Washington am 12. Juli 1857 ihre letzte Fahrt von Bremerhaven aus an. Nach ihrer Ankunft in New York wurde sie nach Kalifornien verkauft, wo sie einige Jahre lang Goldsucher an die Westküste brachte. 1863 wurde das Schiff abgewrackt.